# Tametsi
Tametsi (łac. chociaż) – dekret Kościoła katolickiego, który obowiązywał od 1563 r. (uchwalony na soborze trydenckim) do Wielkanocy 1908 r. Dotyczył on sakramentu małżeństwa, ustalając m.in. formę jego zawarcia. Dekret ten został nazwany, jak to jest zwyczajowo przyjęte w prawie kościelnym obrządku łacińskiego, pierwszym słowem dokumentu, który go zawierał.
Zasady przyjęte przez uchwalenie tego dekretu zostały rozpowszechnione w krajach katolickich i stanowią do dziś podstawę kanonicznego prawa małżeńskiego, obowiązującego katolików.

## Proces uchwalenia
Na odbytym w latach 1545–1563 soborze trydenckim Kościół katolicki wystąpił z obroną swego stanowiska w sprawach małżeńskich w obliczu koncepcji małżeństwa, jaką wysunęły religie reformowane (luteranizm, kalwinizm). Sprzeciwił się traktowaniu małżeństwa jako zwykłej umowy prawa cywilnego. Argumentowano, że umowy wywołują skutki prawne między jej stronami (inter partes), natomiast umowa małżeńska określa także prawa i obowiązki dzieci i przez to nie może być traktowana na równi z dokumentami prawa cywilnego. Wyjątkowość umowy małżeńskiej Kościół wyprowadzał jednak nadal z jej sakramentalnego charakteru.
Sobór uporządkował wszystkie sprawy związane z małżeństwem zarówno co do jego podstaw materialnych, jak i jurysdykcji sądowej. Zniósł wszystkie przepisy i świeckie zwyczaje lokalne. Odtąd małżeństwo katolików miało podlegać jednolitemu ustawodawstwu kościelnemu, określonemu m.in. w dekrecie "Tametsi".
Dekret (nazywany również "soborową konstytucją") został uchwalony podczas 24 sesji, a dokładnie 11 listopada 1563 roku. Legaci podczas tej sesji to Ludovico Simonetta, Stanisław Hozjusz, Markus Sitticus von Hohenems, Giovanni Girolamo Morone (przewodniczący od 7 marca 1563, zastąpił kard. Gonzagę), Bernardo Navagero (zastąpił kard. Seripando).

## Postanowienia
Najważniejsze postanowienia soborowej konstytucji "Tametsi":
1. utrzymanie dwoistej natury małżeństwa jako umowy i sakramentu
2. zakaz rozwodów (sobór groził ekskomuniką wszystkim, którzy uznawaliby prawo do rozwodu, po soborze zasada ta została złagodzona - dopuszczono separację małżonków od “stołu i łoża”)
3. określenie kościelnej formy zawarcia małżeństwa pod rygorem jego nieważności (oświadczenie woli zawarcia małżeństwa następowało przed proboszczem, w obecności co najmniej dwóch świadków); nie wymagano zgody rodziców
4. obowiązek trzykrotnych zapowiedzi ogłaszanych przed ślubem w celu ujawnienia ewentualnych przeszkód do zawarcia małżeństwa
5. wprowadzenie kościelnego rejestru chrztów, ślubów i zgonów, prowadzonego przez proboszczów, którzy stali się niejako urzędnikami stanu cywilnego
6. wprowadzenie egzaminu przedślubnego narzeczonych ze znajomości katechizmu[1]

### Forma zawarcia małżeństwa
Głównym celem wydania "Tametsi" było określenie prawnej formy zawarcia małżeństwa. Pierwszym obowiązkiem były trzy zapowiedzi przedślubne, które miały być przeczytane przed zawarciem małżeństwa. Aby można było uznać je za ważne, małżeństwo wymagało, poza zgodnym oświadczeniem woli nupturientów przed proboszczem parafii jednej ze stron (lub jego podwładnego, który został do tego upoważniony), obecności przynajmniej dwóch świadków.
Nowożeńcy mieli otrzymać od księdza błogosławienie w kościele, będąc wcześniej przygotowanym przez spowiedź i komunię.
"Tametsi" nakładał też dodatkowo na proboszczów parafii rzymskokatolickich obowiązek zapisywania w księgach zaślubionych wpisy dotyczące imion nowożeńców, świadków ślubu oraz datę i miejsce zawarcia małżeństwa.
Zawarcie tego sakramentu wbrew formie nakazanej przez dekret “Tametsi” uważano za małżeństwo potajemne (matrimonium clandestinum), które było nieważne. Mimo to małżeństwa takie zawierano nadal, aż papież Benedykt XIV był zmuszony je zdelegalizować.

### Małżeństwa potajemne
Przed posiedzeniem Rady Trydenckiej (1545-1563) Kościół nie aprobował małżeństw zawieranych potajemnie lub bez zgody rodziców, ale uznawał je za ważne, mimo że powodowały liczne problemy m.in. związane z procesem dziedziczenia.
Z kolei “Tametsi” rozstrzygało ostatecznie, że zawarte potajemnie umowy małżeńskie są ważne, chyba że zostały unieważnione z powodu nieprzestrzegania przepisów wydanych przez Kościół, i potępiało tych, którzy uznają to za sprzeczne, jak również tych, którzy fałszywie twierdzą nieważność małżeństwa zawartego m.in. bez zgody rodziców.

### Małżeństwa mieszane
Małżeństwo mieszane między katolikiem a niekatolikiem jest ważne, pod warunkiem, że niekatolik został poprawnie ochrzczony.

## Tametsiw Polsce
Dekret ten wszedł w życie w Polsce w roku 1577 i wprowadzał obowiązkową formę kościelną małżeństwa katolików (in facie ecclesiae) pod rygorem nieważności. Zawierano je przed kapłanem przez wzajemną wymianę małżeńskiej przysięgi (ślub). Duchowny był urzędowym świadkiem zawarcia małżeństwa, a także udzielał nowo poślubionym duchownego błogosławieństwa.